# Sherwood (Contea di Calumet, Wisconsin)
Sherwood è un villaggio degli Stati Uniti d'America, situato in Wisconsin, nella contea di Calumet.